# 来次氏秀
来次 氏秀（きすぎ うじひで）は、戦国時代から江戸時代前期にかけての武将。出羽国飽海郡観音寺城主。

## 出自
来次氏は、出羽国庄内川北を領した国人。その来歴については出羽清原氏の後裔ともされるも確かな史料が無いものの、庄内はもとより大宝寺（武藤）氏、来次氏、土佐林氏、砂越氏の四大豪族が割拠する地であったが、大宝寺氏が勢力を伸ばすとこれに従ったという。

## 略歴
来次時秀の子として誕生。時の大宝寺氏は、上杉氏の後援を受けた大宝寺義氏が名跡を継いでいた。氏秀は国人の出という立場ながらも義氏に仕え、名前の「氏」の字も義氏から偏諱を受けたと考えられる。義氏は出羽を北へ切り取る方策を実施し、その中で氏秀は家中の仁賀保氏を初めとした由利十二頭の諸豪へ向けて大宝寺氏への仕官を促す書状を送ったり、兵戈を交えていた安東愛季方に大宝寺方の使者として赴くなどの働きを見せた。
ところが、天正6年（1578年）に越後国の戦国大名・上杉謙信が急死し、それに伴い家中の求心力が低下した義氏に対して謀反を起こす。結果的にこの謀反は鎮圧されたものの、氏秀は義氏から処断されることも無く、逆に知行を与えられて懐柔されたという。しかし、これ以降、徐々に最上氏に同調してゆく。天正10年（1582年）になると庄内は大宝寺義氏と最上義光による攻防戦が繰り広げられていたが、氏秀は最上氏家臣・鮭延秀綱からの書状を受けて日和見の立場を明確にとっている。また、天正11年（1583年）1月、義氏は東禅寺義長によって自害に追い込まれるが、この遠因をつくったのは氏秀と砂越次郎の謀反であった。この背景にも最上氏の調略があったとされている。
義氏の死後、最上氏に完全に同調することは無く、依然として日和見の立場をとり続けていた。その頃の庄内は最上氏が義氏の跡を継いだ義興を討ち取り、その制覇を目前とさせていたが、天正16年（1588年）に越後本庄へ逃れていた義興の養子・大宝寺義勝とその実父・本庄繁長が旧領の回復と領地拡大のため同地へ攻め入ってきていた。氏秀は大宝寺（本庄）方に同調し、最上氏と十五里ヶ原において戦い（十五里ヶ原の戦い）、大宝寺（本庄）氏が勝利し庄内は上杉氏の領地となると、これ以降は上杉氏に恭順した。
天正18年（1590年）の小田原征伐に上杉景勝の配下として従軍し、文禄の役にも肥前国名護屋へ派兵している。慶長5年（1600年）に相次いで勃発した会津征伐・慶長出羽合戦（関ヶ原の戦い）において西軍が破れ、上杉氏が米沢へ減封されると氏秀もこれに従い米沢に移り、子孫は米沢藩士として続いたという。